# The Drop (película de 2022)
The Drop es una película de comedia negra estadounidense de 2022 dirigida por Sarah Adina Smith, escrita por Smith y Joshua Leonard, y protagonizada por Anna Konkle y Jermaine Fowler. Se estrenó en el Festival de Cine de Tribeca de 2022 y en Hulu el 13 de enero de 2023.

## Sinopsis
La película sigue a una joven pareja casada, Lex y Mani, que dirigen una panadería artesanal en Los Ángeles y hacen planes para formar una familia. Sus planes se ven alterados cuando, mientras se encuentran en un resort tropical para una boda, Lex accidentalmente deja caer al bebé de su amigo.

## Reparto
- Anna Konkle como Lex
- Jermaine Fowler como Mani
- Jillian Bell como Lindsey
- Utkarsh Ambudkar como Robbie
- Robin Thede como Shauna
- Aparna Nancherla como Mia
- Joshua Leonard como Josh
- Jennifer Lafleur como Peggy
- Elisha Henig como Levi
- Susan Sullivan como Mamá de Lex

## Producción
El guion fue escrito por Sarah Adina Smith, quien también dirigió la película, y Joshua Leonard, quien también aparece en la película. Smith y Leonard produjeron junto a Jonako Donley, Mel Eslyn, Shuli Harel, Tim Headington y Lia Buman. Fue producida por Mark Duplass y Jay Duplass. Smith dijo que tuvo la idea de la historia mientras pensaba en la película sueca de 2014 Turist. Fue filmada en los Estados Unidos y México durante la pandemia de COVID-19, lo que Smith dijo que fue un desafío.

## Estreno
La película tuvo su estreno mundial en el Festival de Cine de Tribeca el 11 de junio de 2022. La película se estrenó en Hulu el 13 de enero de 2023.